# Redmar Siegertsz
Pour les articles homonymes, voir Siegertsz.
 (février 2019).
Si vous disposez d'ouvrages ou d'articles de référence ou si vous connaissez des sites web de qualité traitant du thème abordé ici, merci de compléter l'article en donnant les références utiles à sa vérifiabilité et en les liant à la section « Notes et références ».
Redmar Siegertsz, né le 14 juin 2000 à Amsterdam,,, est un acteur néerlandais.

## Filmographie

### Cinéma et téléfilms
- 2007 : Alles is liefde : David Coelman
- 2009 : 't Vrije Schaep (nl) : Le père
- 2011-2015 Overspel (nl) : Menno van Erkel
- 2013 : Malaika (nl) : Alex Driessen
- 2013 : De Leeuwenkuil (nl) : Daniël
- 2013-2015 : Penoza (nl) : Ellroy van Zon
- 2015 : Moordvrouw : Bas van Bemmelen

## Vie privée
Il est le fils du compositeur Fons Merkies (nl) et de l'actrice Camilla Siegertsz. Il est le frère de l'actrice Java Siegertsz.